# Beniamino Facchinelli
Beniamino Facchinelli, né le 8 juillet 1839 à Trente et mort le 29 novembre 1895 au Caire, est un photographe italien actif en Égypte au Caire à la fin du XIXe siècle. 

## Biographie
Beniamino Briccio Cirillo Facchinelli est né le 8 juillet 1839 dans la ville de Trente, dans la région italienne du Trentin-Haut-Adige ; il est de nationalité autrichienne, la région appartenant à l'empire des Habsbourg jusqu'en 1919. Ses parents sont des propriétaires terriens.
Il s'installe au Caire au cours des années 1870 où il ouvre un atelier photographique à l'enseigne « Photographie italienne ».
Facchinelli réalise environ 1 200 vues des rues et des monuments de la ville du Caire, à une époque où celle-ci se transforme selon des modèles européens ; il travaille pour le Comité de conservation des monuments de l'art arabe (en) fondé en 1881 par le khédive d'Égypte Tawfiq Pacha, et ses photographies conservent ainsi la mémoire de quantité de monuments et édifices aujourd'hui disparus, ; il est en relation avec le photographe français Gustave Le Gray, installé au Caire depuis 1864, dont il photographie la maison, ; il couvre aussi des événements, comme la visite au Caire pendant l’hiver 1886-1887 de Victor-Emmanuel III, prince-héritier du trône d’Italie. 
Beniamino Facchinelli meurt le 18 juillet 1895 au Caire, à l’âge de 56 ans. Il est inhumé au cimetière de Terra Santa du Caire dans la chapelle funéraire de la famille Facchinelli.

## Collections
La plupart de ses œuvres connues sont conservées à Paris, à la Bibliothèque nationale de France, à la suite d'un legs du collectionneur Max Karkégi (1931-2011), et dans les collections de l'Institut national d'histoire de l'art ; récemment numérisées et mises en ligne, elles ont fait l'objet d'une exposition en 2017 à Paris.
Le Victoria and Albert Museum à Londres, le Musée du Louvre à Paris, l'Université américaine au Caire et le Musée d'art et d'histoire de Genève conservent également un ensemble de ses photographies.

## Expositions
- 20 avril - 8 juillet 2017 : Le Caire sur le vif : Beniamino Facchinelli photographe (1875-1895), Institut national d'histoire de l'art (INHA), Galerie Colbert, salle Roberto Longhi, Paris.

## Galerie

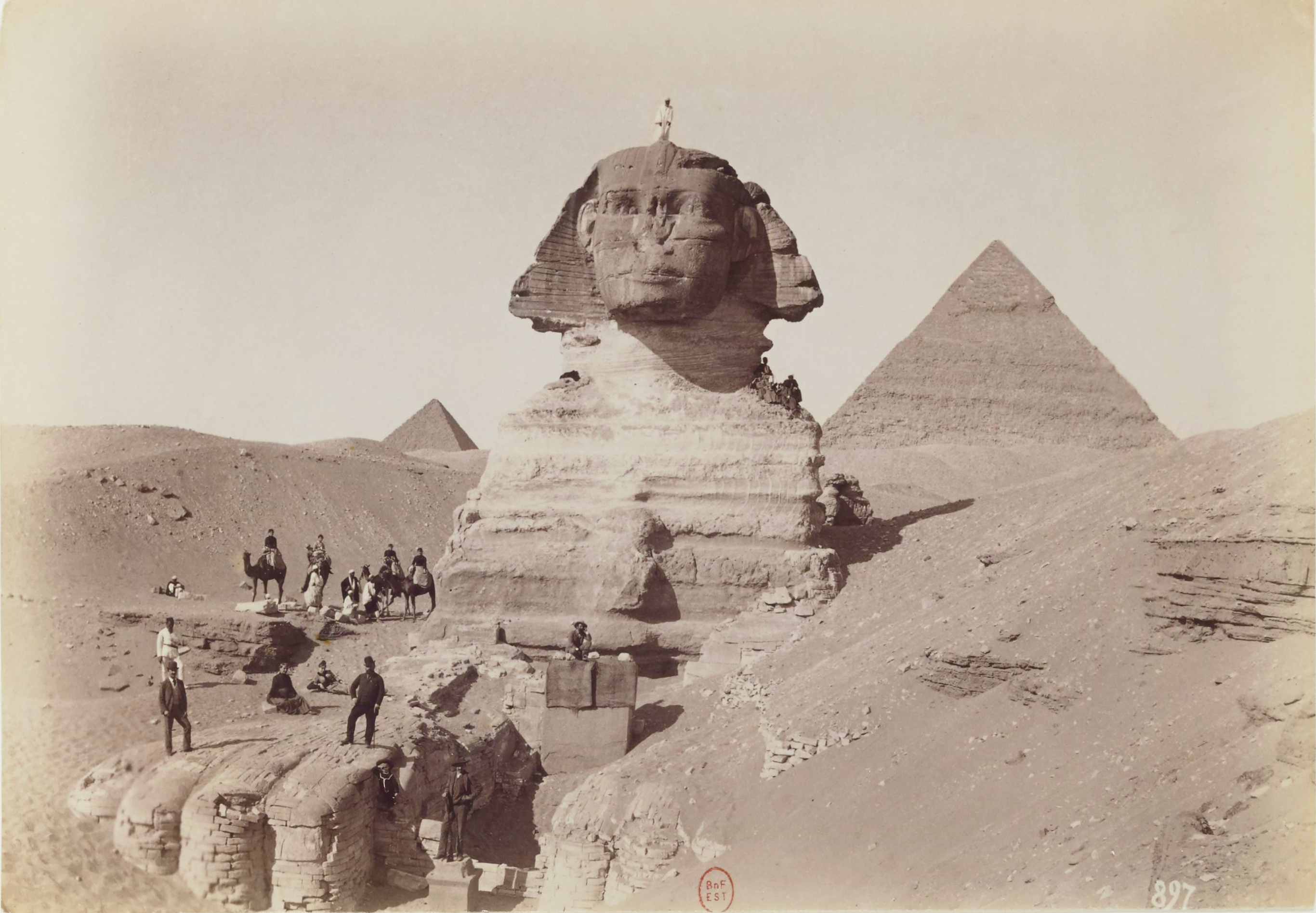
Sphinx de Gizeh.
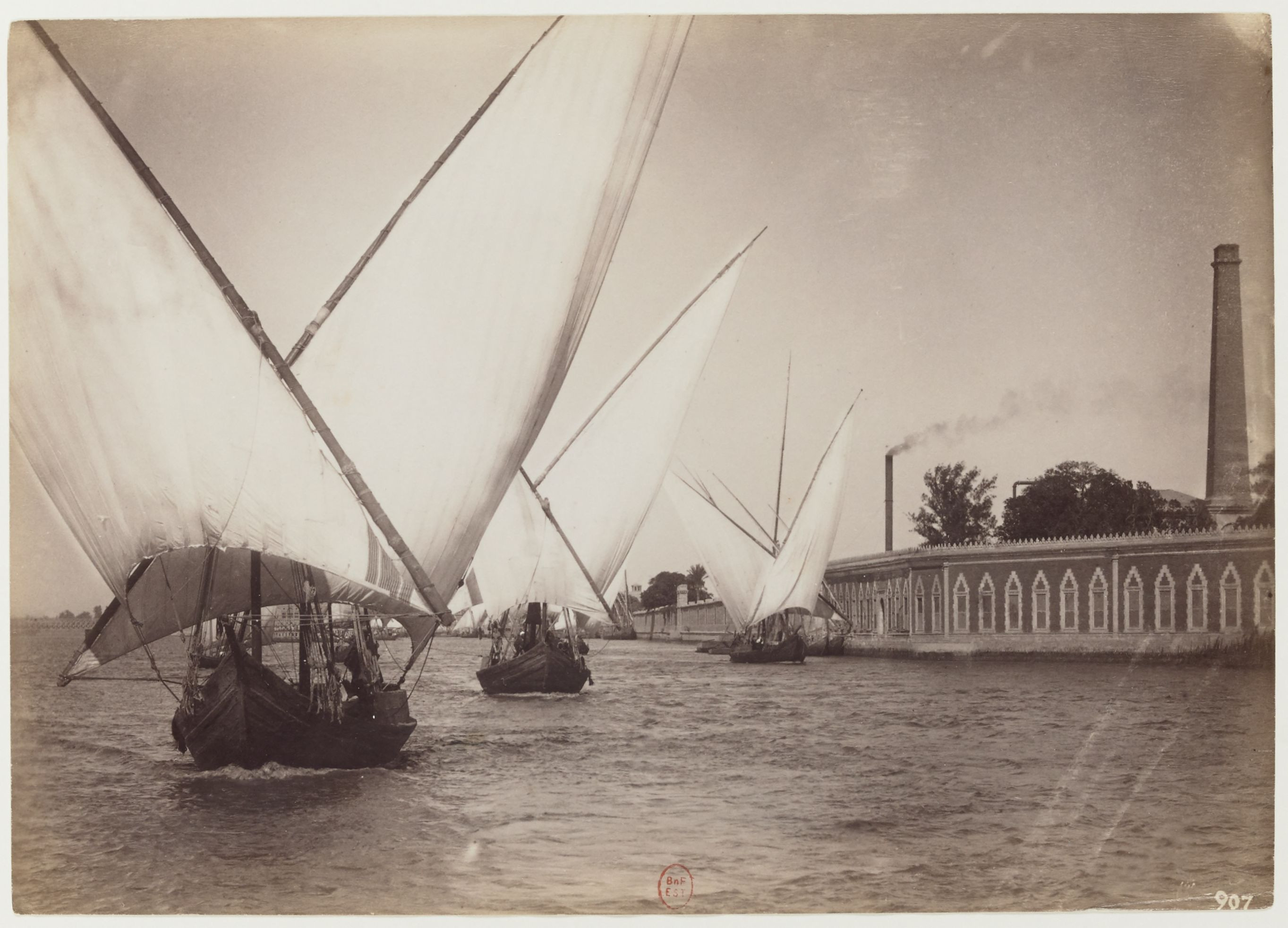
Felouques sur le Nil.
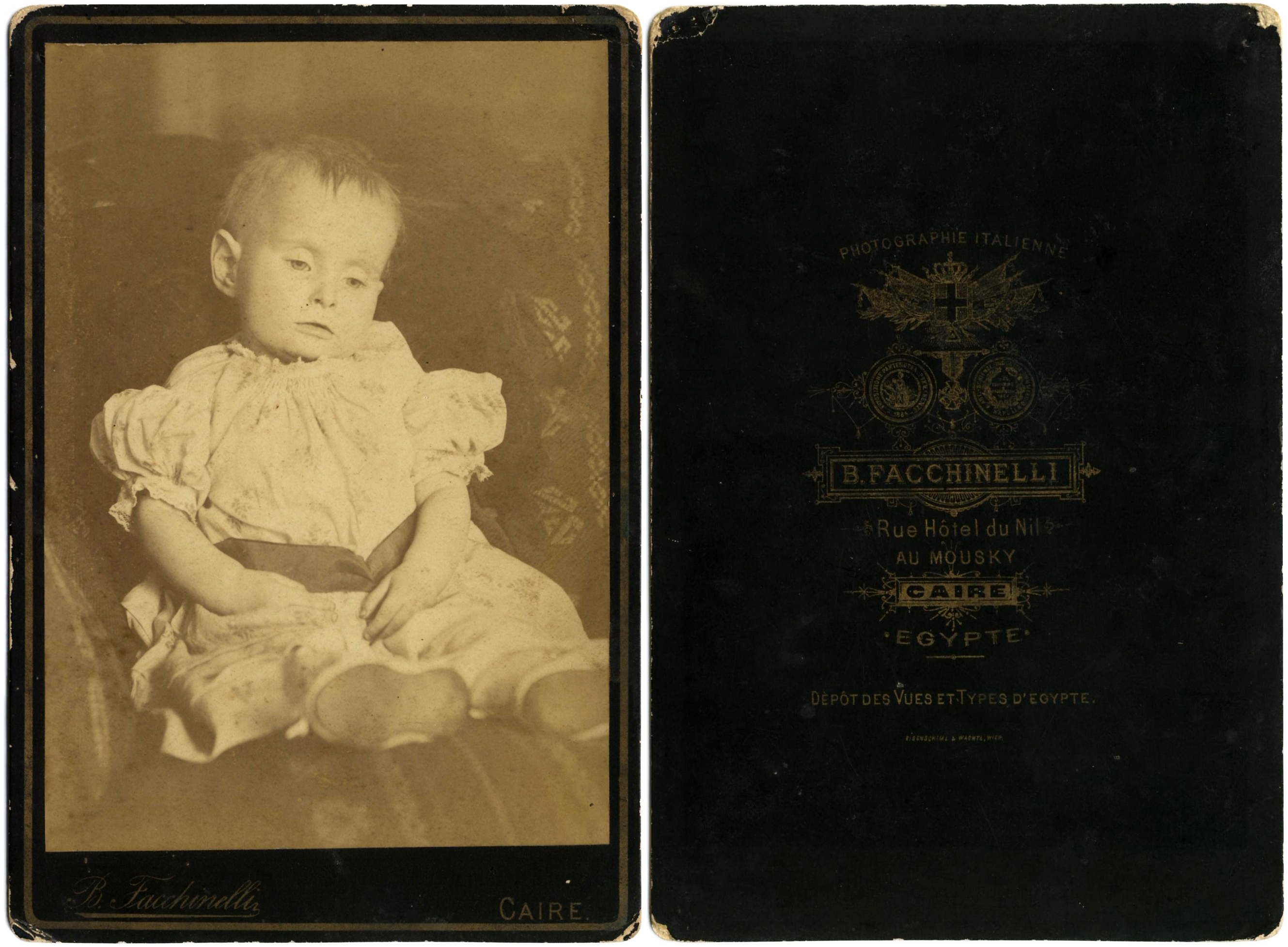
Photographie post-mortem d'un enfant.